# Moving McAllister
Moving McAllister ist eine US-amerikanische Filmkomödie, die am 14. September 2007 in den USA veröffentlicht wurde. Der Film wurde größtenteils in Utah und Florida gedreht und von Camera 40 Productions produziert. Am 14. April 2011 erschien der Film auf Deutsch auf DVD.

## Handlung
Der erfolgreiche Anwalt Maxwell McAllister sucht für den Umzug seiner Nichte nach Malibu einen Helfer. Da sie ein flippiger, unberechenbarer Typ ist, sollte der Fahrer ein frauenuninteressierter Trottel sein. In seiner Firma wird man mit Rick schnell fündig. Jener darf erstmal den schrottreifen Laster beladen und auf einer Privatparty die Nichte Michelle einladen. Die Tour geht durch mehrere Bundesstaaten. Unterwegs gibt es eine Panne und eine skurrile Familie aus dem Wald kann aushelfen. Der freakige Anhalter Orlie wird mitgenommen, da er sich einmal als Retter von Rick erwiesen hat. Dieser wurde aber bei einer Tankstelle abgesetzt, da er Rick mächtig auf die Nerven ging. Da Michelle einmal selbst lenken durfte, machte sie einen großen Abstecher zu Ricks merkwürdigen Eltern.
Als auf der Landstraße plötzlich das Benzin alle ist, kann ein Truckfahrer aushelfen. Da erscheint auch wieder der Tramper Orlie. Nachdem sich Michelle und Rick nähergekommen sind, ist plötzlich deren Laster verschwunden. Bei einem geschminkten Mann namens the Lady werden sie fündig. Rick und Orlie müssen dafür einen Boxkampf vor johlendem Publikum bestreiten. The Lady war zufrieden mit der Show und gibt den Laster zurück. In Utah steigt Orlie aus, um draußen seinem spirituellen Partner zu begegnen, was dann tatsächlich passiert. Rick und Michelle kommen in Malibu an und werden ein Paar.

## Kritik
„Gegensätze ziehen sich an, und analneurotische Ordnungshüter brauchen alternative Entspannung, heißen die frohen Botschaften dieser mild ins Geschmacklose lappenden Teenagerkomödie im Roadtrip-Design. Mila Kunis (Black Swan) zieht alle aus der Sitcom Die wilden 70er bekannten Register, dieweil ihr männliches Gegenstück Benjamin Gourley so steif und blass bleibt, wie es unter diesen Bedingungen möglich ist.“ (Kino.de)